# Minnesota Historical Society
La Minnesota Historical Society (Société d'histoire du Minnesota) est une société à but non lucratif dont le but est la préservation des lieux et objets historiques de l'État du Minnesota. Elle a été fondée en 1849.
La société est propriétaire de plusieurs musées et sites historiques. Elle détient actuellement plus de 550 000 livres, 37 000 cartes, 250 000 photographies, 165 000 objets historiques, 800 000 objets archéologiques, 1 100 m3 de manuscrits, 1 300 m3 de fichiers gouvernementaux, 5 500 peintures, gravures et dessins et 1 300 films ou vidéos. Tout ceci est entreposé au History Center de Saint Paul.

## Source
- (en) Cet article est partiellement ou en totalité issu de l’article de Wikipédia en anglais intitulé « Minnesota Historical Society » (voir la liste des auteurs).